# Szúnyogevőfélék
A szúnyogevőfélék (Conopophagidae) a madarak osztályának verébalakúak (Passeriformes) rendjébe tartozó család.

## Rendszerezés
A családhoz az alábbi 2 nem és 8 faj tartozik:
- Pittasoma (Cassin, 1860 – 2 faj
  - feketesapkás hangyászpitta (Pittasoma michleri)
  - vörhenyesfejű hangyászpitta (Pittasoma rufopileatum)

- Conopophaga (Vieillot, 1816) – 9 faj
  - vörhenyes szúnyogevő (Conopophaga lineata)
  - vörösöves szúnyogevő (Conopophaga aurita)
  - csuklyás szúnyogevő (Conopophaga roberti)
  - hamvastorkú szúnyogevő (Conopophaga peruviana)
  - szürke szúnyogevő (Conopophaga ardesiaca)
  - vörössapkás szúnyogevő (Conopophaga castaneiceps)
  - álarcos szúnyogevő (Conopophaga melanops)
  - feketehasú szúnyogevő (Conopophaga melanogaster)
  - Conopophaga cearae Cory, 1916[3]